# Thylacodes colubrinus
Thylacodes colubrinus is een slakkensoort uit de familie van de Vermetidae. De wetenschappelijke naam van de soort is voor het eerst geldig gepubliceerd in 1798 door Röding.